# Kvalifikace na Mistrovství Evropy ve fotbale 1996 – skupina 4
Zápasy 4. kvalifikační skupiny na Mistrovství Evropy ve fotbale 1996 se konaly v období od 4. září 1994 do 15. listopadu 1995. Ze šesti účastníků si postup do závěrečného turnaje zajistily reprezentační týmy Chorvatska a Itálie.

## Výsledky
Domácí mužstva jsou psána v řádku, hostující ve sloupečku.
|    | Skupina 4  | Chorvatsko | Itálie | Litva | Ukrajina | Slovinsko | Estonsko |
| 1. | Chorvatsko |            | 1:1    | 2:0   | 4:0      | 2:0       | 7:1      |
| 2. | Itálie     | 1:2        |        | 4:0   | 3:1      | 1:0       | 4:1      |
| 3. | Litva      | 0:0        | 0:1    |       | 1:3      | 2:1       | 5:0      |
| 4. | Ukrajina   | 1:0        | 0:2    | 0:2   |          | 0:0       | 5:0      |
| 5. | Slovinsko  | 1:2        | 1:1    | 1:2   | 3:2      |           | 3:0      |
| 6. | Estonsko   | 0:2        | 0:2    | 0:1   | 0:1      | 1:3       |          |

## Tabulka
| Poř. | Tým        | Z  | V | R | P  | VG | OG | B  |
| ---- | ---------- | -- | - | - | -- | -- | -- | -- |
| 1.   | Chorvatsko | 10 | 7 | 2 | 1  | 22 | 5  | 23 |
| 2.   | Itálie     | 10 | 7 | 2 | 1  | 20 | 6  | 23 |
| 3.   | Litva      | 10 | 5 | 1 | 4  | 13 | 12 | 16 |
| 4.   | Ukrajina   | 10 | 4 | 1 | 5  | 11 | 15 | 13 |
| 5.   | Slovinsko  | 10 | 3 | 2 | 5  | 13 | 13 | 11 |
| 6.   | Estonsko   | 10 | 0 | 0 | 10 | 3  | 31 | 0  |

## Zápasy
| 4.9.1994 |       |                |                                                                                  |
| Estonsko | 0 – 2 | Chorvatsko     | Kadrioru Stadium, Tallinn diváci: 1,215 rozhodčí: Václav Krondl (Czech Republic) |
|          |       | Šuker 44', 72' | Kadrioru Stadium, Tallinn diváci: 1,215 rozhodčí: Václav Krondl (Czech Republic) |

| 7.9.1994   |       |                |                                                                                |
| Slovinsko  | 1 – 1 | Itálie         | Stadion Ljudski vrt, Maribor diváci: 6,000 rozhodčí: Bernd Heynemann (Germany) |
| Udovič 16' |       | Costacurta 19' | Stadion Ljudski vrt, Maribor diváci: 6,000 rozhodčí: Bernd Heynemann (Germany) |

| 7.9.1994 |       |                               |                                                                         |
| Ukrajina | 0 – 2 | Litva                         | Republikan Stadium, Kyjev diváci: 25,000 rozhodčí: Bo Karlsson (Sweden) |
|          |       | Ivanauskas 53' Skarbalius 61' | Republikan Stadium, Kyjev diváci: 25,000 rozhodčí: Bo Karlsson (Sweden) |

| 8.10.1994 |       |                           |                                                                               |
| Estonsko  | 0 – 2 | Itálie                    | Kadrioru Stadium, Tallinn diváci: 2,000 rozhodčí: Werner Müller (Switzerland) |
|           |       | Panucci 20' Casiraghi 77' | Kadrioru Stadium, Tallinn diváci: 2,000 rozhodčí: Werner Müller (Switzerland) |

| 9.10.1994              |       |       |                                                                           |
| Chorvatsko             | 2 – 0 | Litva | Stadion Maksimir, Zagreb diváci: 18,000 rozhodčí: Alfred Wieser (Austria) |
| Jerkan 58' Kozniku 81' |       |       | Stadion Maksimir, Zagreb diváci: 18,000 rozhodčí: Alfred Wieser (Austria) |

| 12.10.1994 |       |           |                                                                            |
| Ukrajina   | 0 – 0 | Slovinsko | Republikan Stadium, Kyjev diváci: 8,500 rozhodčí: Atanas Uzunov (Bulgaria) |
|            |       |           | Republikan Stadium, Kyjev diváci: 8,500 rozhodčí: Atanas Uzunov (Bulgaria) |

| 13.11.1994                                |       |          |                                                                             |
| Ukrajina                                  | 3 – 0 | Estonsko | Republikan Stadium, Kyjev diváci: 2,000 rozhodčí: Léon Schellings (Belgium) |
| Konovalov 29' Kirs 44' (vl.) Huseinov 72' |       |          | Republikan Stadium, Kyjev diváci: 2,000 rozhodčí: Léon Schellings (Belgium) |

| 16.11.1994   |       |                |                                                                               |
| Itálie       | 1 – 2 | Chorvatsko     | Stadio Della Favorita, Palermo diváci: 39,000 rozhodčí: Joël Quiniou (France) |
| D.Baggio 90' |       | Šuker 32', 60' | Stadio Della Favorita, Palermo diváci: 39,000 rozhodčí: Joël Quiniou (France) |

| 16.11.1994  |       |                        |                                                                              |
| Slovinsko   | 1 – 2 | Litva                  | Stadion Ljudski vrt, Maribor diváci: 4,000 rozhodčí: Karol Ihring (Slovakia) |
| Zahovič 55' |       | Sukristov 64' Žuta 87' | Stadion Ljudski vrt, Maribor diváci: 4,000 rozhodčí: Karol Ihring (Slovakia) |

| 25.3.1995                               |       |          |                                                                               |
| Chorvatsko                              | 4 – 0 | Ukrajina | Stadion Maksimir, Zagreb diváci: 25,000 rozhodčí: Hans-Jürgen Weber (Germany) |
| Boban 13' Šuker 21', 79' Prosinečki 71' |       |          | Stadion Maksimir, Zagreb diváci: 25,000 rozhodčí: Hans-Jürgen Weber (Germany) |

| 25.3.1995                                 |       |          |                                                                             |
| Itálie                                    | 4 – 1 | Estonsko | Stadio Arechi, Salerno diváci: 38,000 rozhodčí: Roger Philippi (Luxembourg) |
| Zola 45', 67' Albertini 59' Ravanelli 84' |       | Reim 71' | Stadio Arechi, Salerno diváci: 38,000 rozhodčí: Roger Philippi (Luxembourg) |

| 29.3.1995 |       |            |                                                                       |
| Litva     | 0 – 0 | Chorvatsko | Žalgiris Stadium, Vilnius diváci: 9,500 rozhodčí: Keith Burge (Wales) |
|           |       |            | Žalgiris Stadium, Vilnius diváci: 9,500 rozhodčí: Keith Burge (Wales) |

| 29.3.1995 |       |                       |                                                                          |
| Ukrajina  | 0 – 2 | Itálie                | Republikan Stadium, Kyjev diváci: 10,000 rozhodčí: Sándor Puhl (Hungary) |
|           |       | Lombardo 12' Zola 38' | Republikan Stadium, Kyjev diváci: 10,000 rozhodčí: Sándor Puhl (Hungary) |

| 29.3.1995                       |       |          |                                                                                    |
| Slovinsko                       | 3 – 0 | Estonsko | Stadion Ljudski vrt, Maribor diváci: 3,000 rozhodčí: José Mendes Pratas (Portugal) |
| Zahovič 40' Gliha 52' Kokol 90' |       |          | Stadion Ljudski vrt, Maribor diváci: 3,000 rozhodčí: José Mendes Pratas (Portugal) |

| 26.4.1995 |       |              |                                                                         |
| Estonsko  | 0 – 1 | Ukrajina     | Kadrioru Stadium, Tallinn diváci: 1,100 rozhodčí: Tore Hollung (Norway) |
|           |       | Huseinov 17' | Kadrioru Stadium, Tallinn diváci: 1,100 rozhodčí: Tore Hollung (Norway) |

| 26.4.1995 |       |          |                                                                             |
| Litva     | 0 – 1 | Itálie   | Žalgiris Stadium, Vilnius diváci: 15,000 rozhodčí: Jim McCluskey (Scotland) |
|           |       | Zola 11' | Žalgiris Stadium, Vilnius diváci: 15,000 rozhodčí: Jim McCluskey (Scotland) |

| 26.4.1995                |       |           |                                                                        |
| Chorvatsko               | 2 – 0 | Slovinsko | Stadion Maksimir, Zagreb diváci: 14,059 rozhodčí: Oğuz Sarvan (Turkey) |
| Prosinečki 17' Šuker 90' |       |           | Stadion Maksimir, Zagreb diváci: 14,059 rozhodčí: Oğuz Sarvan (Turkey) |

| 7.6.1995              |       |           |                                                                           |
| Litva                 | 2 – 1 | Slovinsko | Žalgiris Stadium, Vilnius diváci: 2,600 rozhodčí: László Vágner (Hungary) |
| Stonkus 47' Šuika 72' |       | Gliha 82' | Žalgiris Stadium, Vilnius diváci: 2,600 rozhodčí: László Vágner (Hungary) |

| 11.6.1995 |       |                            |                                                                         |
| Estonsko  | 1 – 3 | Slovinsko                  | Kadrioru Stadium, Tallinn diváci: 1,100 rozhodčí: Paul Durkin (England) |
| Reim 27'  |       | Novak 38', 69' Zahovič 79' | Kadrioru Stadium, Tallinn diváci: 1,100 rozhodčí: Paul Durkin (England) |

| 11.6.1995        |       |            |                                                                                    |
| Ukrajina         | 1 – 0 | Chorvatsko | Republikan Stadium, Kyjev diváci: 8,000 rozhodčí: Kurt Röthlisberger (Switzerland) |
| Kalitvintsev 13' |       |            | Republikan Stadium, Kyjev diváci: 8,000 rozhodčí: Kurt Röthlisberger (Switzerland) |

| 16.8.1995 |       |                   |                                                                              |
| Estonsko  | 0 – 1 | Litva             | Kadrioru Stadium, Tallinn diváci: 1,750 rozhodčí: Karl-Erik Nilsson (Sweden) |
|           |       | Maciulevičius 48' | Kadrioru Stadium, Tallinn diváci: 1,750 rozhodčí: Karl-Erik Nilsson (Sweden) |

| 3.9.1995                                                                 |       |          |                                                                      |
| Chorvatsko                                                               | 7 – 1 | Estonsko | Stadion Maksimir, Zagreb diváci: 8,653 rozhodčí: Aron Huzu (Romania) |
| Mladenović 7' Šuker 19' (pen.), 58', 89' Bokšić 29' Boban 42' Štimac 56' |       | Reim 17' | Stadion Maksimir, Zagreb diváci: 8,653 rozhodčí: Aron Huzu (Romania) |

| 6.9.1995      |       |           |                                                                          |
| Itálie        | 1 – 0 | Slovinsko | Stadio Friuli, Udine diváci: 18,532 rozhodčí: Ladislav Gadoši (Slovakia) |
| Ravanelli 13' |       |           | Stadio Friuli, Udine diváci: 18,532 rozhodčí: Ladislav Gadoši (Slovakia) |

| 6.9.1995          |       |                             |                                                                            |
| Litva             | 1 – 3 | Ukrajina                    | Žalgiris Stadium, Vilnius diváci: 6,000 rozhodčí: Brendan Shorte (Ireland) |
| Maciulevičius 17' |       | Huseinov 66', 70' Husyn 83' | Žalgiris Stadium, Vilnius diváci: 6,000 rozhodčí: Brendan Shorte (Ireland) |

| 8.10.1995        |       |               |                                                                             |
| Chorvatsko       | 1 – 1 | Itálie        | Stadion Poljud, Split diváci: 40,000 rozhodčí: Jaap Uilenberg (Netherlands) |
| Šuker 48' (pen.) |       | Albertini 29' | Stadion Poljud, Split diváci: 40,000 rozhodčí: Jaap Uilenberg (Netherlands) |

| 11.10.1995                                                |       |          |                                                                            |
| Litva                                                     | 5 – 0 | Estonsko | Žalgiris Stadium, Vilnius diváci: 2,500 rozhodčí: Didier Pauchard (France) |
| Maciulevičius 8' Šuika 13', 39' Šlekys 44' Ivanauskas 61' |       |          | Žalgiris Stadium, Vilnius diváci: 2,500 rozhodčí: Didier Pauchard (France) |

| 11.10.1995                  |       |                           |                                                                                     |
| Slovinsko                   | 3 – 2 | Ukrajina                  | Centralni Stadion Bežigrad, Lublaň diváci: 2,750 rozhodčí: Alain Hamer (Luxembourg) |
| Udovič 50', 90' Zahovič 73' |       | Skrypnyk 24' Huseinov 44' | Centralni Stadion Bežigrad, Lublaň diváci: 2,750 rozhodčí: Alain Hamer (Luxembourg) |

| 11.11.1995                     |       |             |                                                                                   |
| Itálie                         | 3 – 1 | Ukrajina    | Stadio San Nicola, Bari diváci: 43,999 rozhodčí: Serge Muhmenthaler (Switzerland) |
| Ravanelli 21', 49' Maldini 53' |       | Polunin 18' | Stadio San Nicola, Bari diváci: 43,999 rozhodčí: Serge Muhmenthaler (Switzerland) |

| 15.11.1995 |       |                               |                                                                                   |
| Slovinsko  | 1 – 2 | Chorvatsko                    | Centralni Stadion Bežigrad, Lublaň diváci: 6,800 rozhodčí: Guy Goëthals (Belgium) |
| Gliha 36'  |       | Šuker 40' (pen.) Jurčević 55' | Centralni Stadion Bežigrad, Lublaň diváci: 6,800 rozhodčí: Guy Goëthals (Belgium) |

| 15.11.1995                       |       |       |                                                                                |
| Itálie                           | 4 – 0 | Litva | Stadio Giglio, Reggio Emilia diváci: 22,272 rozhodčí: Manuel Díaz Vega (Spain) |
| Del Piero 52' Zola 66', 80', 83' |       |       | Stadio Giglio, Reggio Emilia diváci: 22,272 rozhodčí: Manuel Díaz Vega (Spain) |